# ويليام اندروز
ويليام اندروز (بالإنجليزية: William Andrews)‏ هو لاعب كرة قدم أمريكية أمريكي، ولد في 25 ديسمبر 1955 في توماسفيل في الولايات المتحدة.

## وصلات خارجية
- ويليام اندروز على موقع مرجع كرة القدم المحترفة.كوم (الإنجليزية)
- ويليام اندروز على موقع إن إن دي بي (الإنجليزية)